# Soraya Esfandiary

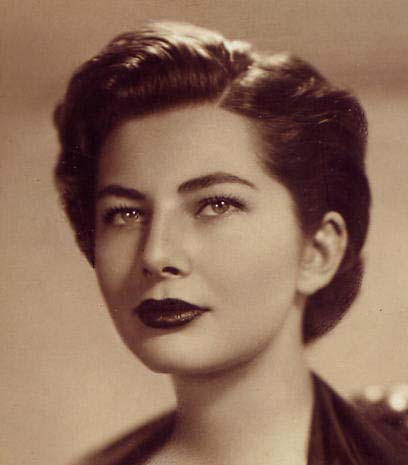
Drottning Soraya, 1953.

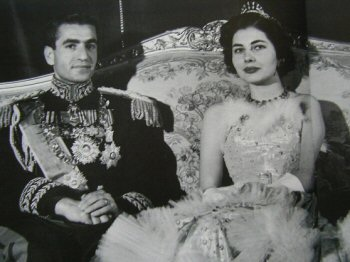
Soraya och hennes make shahen.

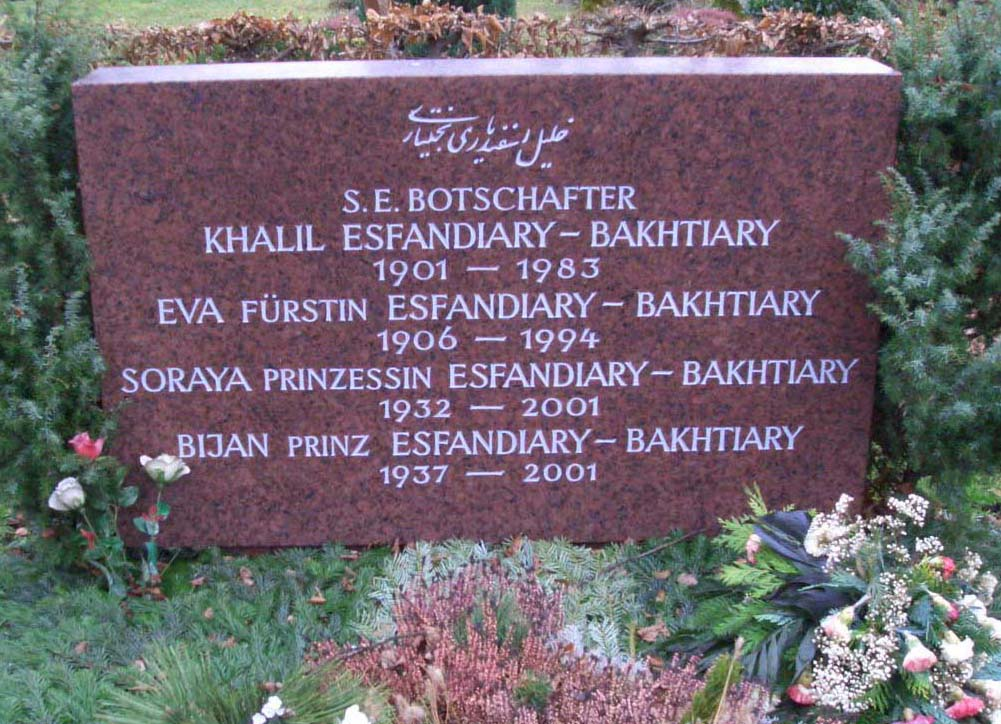
Familjen Esfandiarys familjegrav på Westfriedhof i München.

Soraya Esfandiary-Bakhtiary (persiska: ثریا اسفندیاری بختیاری), född 22 juni 1932 i Isfahan i Persien (nuvarande Iran), död 25 oktober 2001 i Paris i Frankrike, var drottning och kejsarinna av Iran mellan 1951 och 1958 genom sitt äktenskap med shah Mohammad Reza Pahlavi.

## Biografi

### Tidigt liv
Soraya Esfandiary var dotter till aristokraten Khalil Esfandiary Bakhtiari, Irans ambassadör i Västtyskland, och dennes rysk-tyska katolska hustru Eva Karl, och växte upp i Berlin och Isfahan. Hon studerade vid en flickpension i Schweiz och läste sedan engelska i London.

### Bröllop
Soraya gifte sig den 12 februari 1951 i Marmorpalatset i Teheran med shah Mohammad Reza Pahlavi.
Hon presenterades 1948 av sin släkting Forough Zafar Bakhtiary för shahen, sedan han hade sett ett fotografi av henne. Han hade nyligen genomgått en skilsmässa, och behövde en arvinge till Påfågeltronen.
Bröllopet blev berömt över hela världen, med tvåtusen gäster och påkostade bröllopspresenter från internationella berömdheter. Soraya bar en brudklänning designad av Christian Dior, och bland presenterna fanns en sobelpäls och ett skrivbord dekorerad med svarta diamanter vilket var en gåva från Josef Stalin.

### Drottning
I internationell press kallades Soraya "kejsarinna", men hon hade i själva verket titeln Malake, som ska översättas som "drottning" och inte "kejsarinna". Äktenskapet var inte populärt i Iran, där Soraya kritiserades för att vara en halvt utländsk främling som inte blivit uppfostrad som muslim. Hon var formellt muslim men hade uppfostrats i Europa, och uppgav själv i sina memoarer att hon var helt främmande för både islam och den iranska kulturen, som hon varken kunde eller ville anpassa sig till.
Som drottning var hon formellt överhuvud för den kungliga familjens välgörenhetsförening.  Hon utförde representativa uppgifter såsom att besöka sjukhus och välgörenhetsföreningar, men fattigdomen hon konfronterades med ska bara ha fått henne att känna sig ännu mer främmande inför Iran, och hon visade sig inte ofta offentligt där. Soraya identifierade sig med den europeiska sidan av sin härstamning och såg Europa som sitt ideal, särskilt Paris, och Iran som efterblivet och främmande.
Äktenskapet beskrivs som lyckligt och passionerat men turbulent. Soraya har kallats shahens livs stora kärlek, och det har sagts att hon var den av hans hustrur som han älskade mest. Soraya beskrev shahen som melankolisk, hårt arbetande och passionerad; hon berömde hans goda sidor som "europeiska" och kritiserade hans dåliga sidor som "orientaliska", och uppgav att hon tröstade honom i hans depression genom sex.
Soraya kom inte väl överens med sin svärmor eller sina svägerskor, som uppges ha varit svartsjuka på henne, och hon kände själv svartsjuka mot sin styvdotter. Hon hamnade även i konflikt med sin makes nära vän och rådgivare Ernest Perron, som hon beskrev som en kvinnofientlig homosexuell och som hon vid ett tillfälle kastade ut från marmorpalatset sedan han hade antytt att han kände till detaljer från hennes och shahens sexliv.
Soraya lämnade Iran med shahen och delade hans exil under Mohammad Mosaddeghs tid vid makten, och återvände efter dennes fall 1953. Soraya följde också med på resan till USA och Storbritannien oktober 1954–mars 1955. Under resan till USA träffade Soraya filmstjärnor i Hollywood och fotograferades när hon åkte vattenskidor i bikini, en klädsel som väckte sådan kontrovers i Iran att fotografierna förbjöds där.

### Skilsmässa
Kungaparet levde under en hård press att skaffa en manlig tronarvinge. Shahen hade endast ett barn från sitt första äktenskap, som på grund av sitt kvinnliga kön inte kunde ärva tronen. Under resan till USA konsulterades flera läkare för att undersöka orsakerna till barnlösheten, och man kunde då konstatera att Soraya var infertil och aldrig skulle kunna föda biologiska barn.
Shahens mor uppmanade honom att ta ut skilsmässa och gifta om sig med en kvinna som kunde föda barn. Själv föreslog han att han att han skulle gifta sig med en ytterligare kvinna utan att han och Soraya för den skull skulle skiljas. Detta är tillåtet inom islam, men Soraya vägrade gå med på det. Hon föreslog istället att han skulle förändra konstitutionen, så att tronföljdslagen skulle tillåta en av hans halvbröder att efterträda honom. Shahen uppgav att detta skulle kräva ett godkännande från "De Vises Männens Råd". Något sådant råd fanns inte, men det uppges ha varit ett sätt för honom att vinna tid då Soraya, som inte intresserade sig för politik och inte visste något om Irans politiska system, inte kände till att det inte fanns någon sådant myndighet.
I februari 1958 lämnade Soraya Iran och återvände till sina föräldrar i Köln i Västtyskland. Hon utsattes för en kraftig övertalningskampanj med syftet att övertala henne att gå med på att maken gifte sig med en ny kvinna utan att skilja sig från henne. Soraya vägrade emellertid att gå med på detta. Hon förklarade att bara en oriental kunde offra kärleken för sin tron, och pekade på hur Edward VIII tvärtom hade offrat sin tron för Wallis Simpson.
Shahen förklarade till slut att hon måste gå med på att låta honom ta sig en ytterligare hustru – annars skulle han bli tvungen att skilja sig från henne. Hennes vägran stod dock fast, och 15 mars 1958 offentliggjordes att paret skulle skilja sig. Skilsmässan gick igenom den 6 april 1958. Det uppges allmänt att shahen tog ut skilsmässa med stor motvilja, eftersom han fortfarande älskade Soraya, medan hon själv förklarade att han inte hade haft något annat val än att offra hennes lycka.

### Senare liv
Soraya blev materiellt mycket väl försörjd efter skilsmässan och levde i Paris i resten av sitt liv. Hon hade ett förhållande med Maximilian Schell och sedan ett annat med Günter Sachs, och var därefter förlovad med den italienske regissören Franco Indovina, som omkom i en flygolycka på Sicilien 1972. Hon försökte sig på en filmkarriär och spelade i I tre volti (The Three Faces) (1965) och She (1965).
När shahen låg dödligt sjuk år 1979–1980 kontaktade Soraya honom. Hon talade om för honom att hon fortfarande älskade honom och bad att få träffa honom en sista gång. Han svarade att han också fortfarande älskade henne och gärna skulle vilja träffa henne, men att det var omöjligt med hänsyn till hans dåvarande fru.
Soraya ligger begravd i München i Tyskland. År 2002 blev hennes gravsten nerklottrad med orden "eländig parasit". Efter hennes död såldes hennes ägodelar på auktion. Hennes brudklänning, tillverkad av Christian Dior, gick för 1 200 000 dollar.

## Memoarer
Soraya Esfandiary utgav 1991 sina memoarer, Ensamhetens palats, där hon skildrade sitt liv och sina desperata försök att bli gravid.